# Скептик (фильм)
«Скептик» (англ. The Skeptic) — второй фильм американского режиссёра Теннисона Бардвелла, вышедший на экраны в 2009 году.

## Сюжет
Брайан Бекет, переживающий разлад с женой, получает возможность некоторое время пожить отдельно, в особняке своей умершей тёти. Не верящий раньше в то, что нельзя объяснить с помощью современной науки, Брайан после первой же ночи вынужден обратиться к учёному — специалисту по паранормальным явлениям, так как ему кажется, что в доме обитает полтергейст. Но через некоторое время в памяти Брайана начинают всплывать странные подробности его детства, которые он раньше не помнил…

## Актёрский состав
- Тим Дейли — Брайан Бекет
- Зои Салдана — Кесси
- Том Арнольд — Салли
- Эдвард Херрманн — доктор Шепард
- Андреа Рот — Робин Бекет
- Роберт Проски — священник
- Брюс Олтмен — доктор Ковен
- Сара Уивер — Хелена Бекет

## Дополнительная информация
Большинство отзывов на фильм — отрицательные (в частности на сайте Rotten Tomatoes у него всего лишь одна положительная рецензия, на сайте Metacritic его балл составляет 31 из 100).